# Matt Ghaffari
Matt Ghaffari (n. 11 noiembrie 1961, Teheran, Iran) este un luptător ce a reprezentat Statele Unite ale Americii, medaliat olimpic. A participat la 2 ediții ale Jocurilor Olimpice (1992, 1996) în care a câștigat o medalie de argint.